# 日本のスケートパーク一覧

日本の八地方区分

日本のスケートパーク一覧（にほんのスケートパークいちらん）は、日本各地にあるスケートパークを各都道府県ごとに規模の大きい順から掲載。非公開（関係者以外禁止）、無許可の施設は除外。
略例
B1 - スケートボード用施設
B2 - スケートボード、インラインスケート用施設
B3 - スケートボード、インラインスケート、BMX用施設
外部リンク
- AJSA日本国内スケートパーク情報
- スケートパークガイド | COMMOTION SKATEPARK GUIDE
- 全国のスケートパーク情報 | ParkX

## 北海道
北海道

## 東北
青森県
岩手県
宮城県

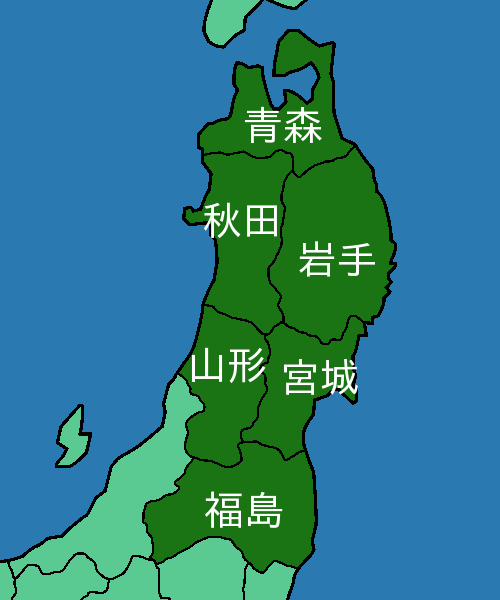
東北地方

- 元気フィールド仙台スケートボードパーク（仙台市）B3

秋田県
山形県
- 寒河江スケートパーク（寒河江市最上川ふるさと総合公園）B3

福島県
- 十六沼公園スケートボードパーク（福島市）B3
- スケートショップPOSTスケートパーク（郡山市）B2

## 関東
茨城県
- 県西総合公園 （筑西市）B2

栃木県
群馬県
埼玉県
千葉県

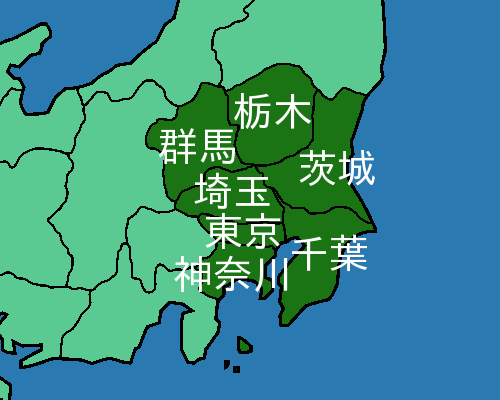
関東地方

- 塩浜第2公園スケートパーク（市川市塩浜）B3
- 浦安市運動公園（浦安市舞浜）
- 市原市総合公園スケートコート オリプリランド（市原市国分寺台）B3

東京都
- ムラサキパークTokyo（旧MAP'S Tokyo）（足立区千住アメージングスクエア）B3
- 城南島海浜公園スケボー広場（大田区城南島）B3
- 宮下公園スケート場（渋谷区）
- 駒沢オリンピック公園ストリートスポーツ広場（世田谷区）B3
- 世田谷公園SLパーク（世田谷区）B3
- 西東京いこいの森（西東京市）
- 武蔵野ストリートスポーツ広場（武蔵野市）B3
- 稲城北緑地公園タマリパーク（稲城市）B3
- 八王子市 戸吹スポーツ公園 スケートパーク(PLANET PARK)（八王子市）B3
- たちかわ中央公園スケートパーク（立川市）B3

神奈川県
- 大師河原公園スケートボードパーク（川崎市）B3
- 鵠沼海浜公園スケートパーク（藤沢市鵠沼海岸）B3+
- X-DOME（海老名市）B2
- 小山公園ニュースポーツ広場（相模原市）B3
- 横浜青葉スポーツ広場（青葉区）B3
- うみかぜ公園（横須賀市）B3
- 新横浜公園スケボー広場（横浜市横浜国際総合競技場）B3

## 中部
新潟県
- 村上市スケートパーク（村上市）
- 日本海スケートパーク（村上市）B2
- AIRMANスケートパーク(新潟市)

- 6park（南魚沼市）B2

富山県

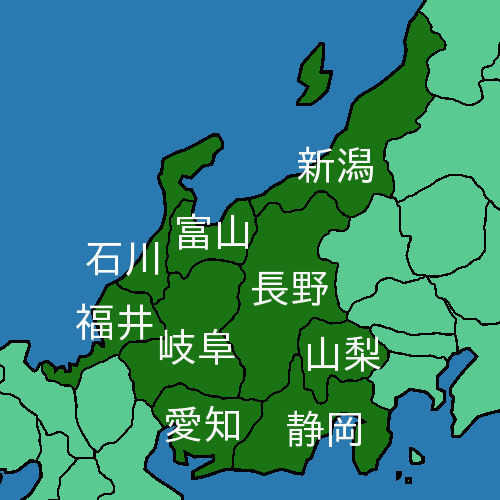
中部地方

- NIXS（ニックス）スポーツアカデミー（富山市）B3
- 桜ヶ池公園スケートパーク（南砺市）B3
- 東富山スケートパーク（富山市）B3

石川県
福井県
山梨県
長野県
- モンスタースケートパーク（東御市）B1

岐阜県
- 中津川公園スケートパーク（中津川市）B3
- 鉄腕スケートパーク（本巣市リバーサイドモール）

静岡県
- 花川スケートパーク（浜松市）

愛知県
- スケートパーク川西（小牧市）B3
- Xトリームかもめ（豊橋市豊橋総合スポーツ公園）B3
- 若宮スケートパーク（名古屋市）
- 半田運動公園スケートパーク（半田市）
- アリーナ小牧（小牧市）

## 近畿
三重県
滋賀県
京都府

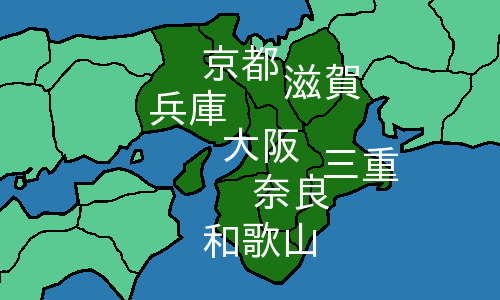
近畿地方

- 火打形公園スケートボードパーク（京都市）B1
- 田辺公園スケートパーク（京田辺市田辺）

大阪府
- 原池公園スケートボードパーク（堺市）
- 深北緑地公園 波の広場（大東市）
- 今池公園スケートパーク（岸和田市）

兵庫県
- "g"スケートパーク（神戸市六甲アイランド）B3
- 三木スケートボードパーク（三木市）B2+
- みなとのもり公園ニュースポーツ広場B3コート（神戸市）B3

奈良県
和歌山県
- 室内スケートパークPyxis（岩出市）

## 中国
鳥取県

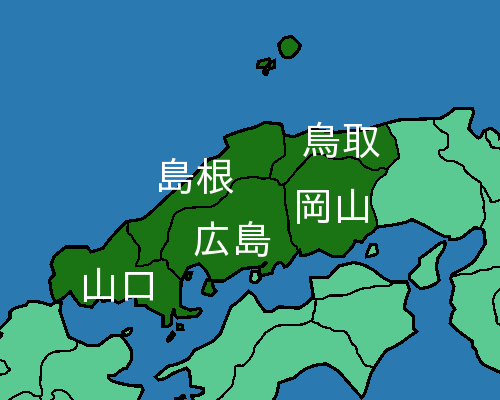
中国地方

- 鳥取県東郷湖羽合臨海公園はわいスケートパーク（東伯郡湯梨浜町）B3
- 弓ヶ浜公園スケートパーク（米子市）B3

島根県

岡山県
- 山田グリーンパーク スケート場（岡山市南区山田）B3
- 奈義スケートパーク（津山市奈義町）B3
- 井原リフレッシュ公園マウンテンバイクコース（井原市出部町）B3
- アクションスポーツパーク岡山（岡山市岡山ドーム）B3

広島県
山口県

## 四国
徳島県

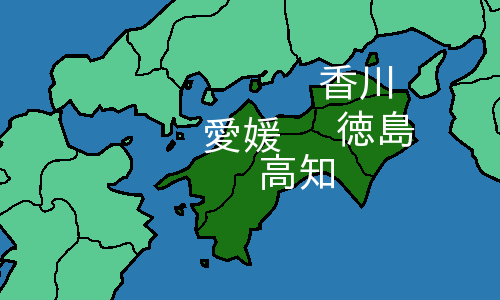
四国地方

- UZU PARKスケートボード場（鳴門市）B2
- 阿南市スケートパーク（阿南市）B2
- 鳴門ウチノ海総合公園スケートパーク（鳴門市）B3

香川県
- 長尾総合公園スケートパーク（さぬき市）B3

愛媛県
高知県
- 高知市総合運動場スケートボード場（高知市）

## 九州
福岡県

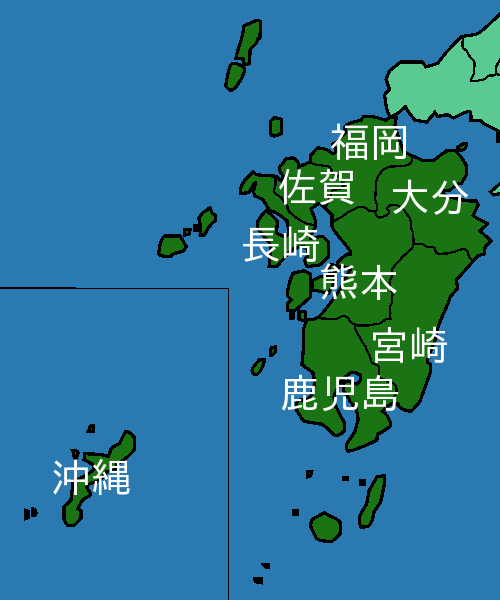
九州・沖縄地方

- ライブ・スケーツ古賀（古賀市古賀グリーンパーク）

佐賀県
長崎県
- 長崎小江スケートパーク（長崎市小江）

熊本県
- スケート・エックス・ランド（宇城市松橋）

大分県
宮崎県
鹿児島県
沖縄県
この一覧は未完成です。加筆、訂正して下さる協力者を求めています。